# Fusinus alisonae
Fusinus alisonae is een slakkensoort uit de familie van de Fasciolariidae. De wetenschappelijke naam van de soort is voor het eerst geldig gepubliceerd in 2008 door Hadorn, Snyder & Fraussen.